# 1190 Пелагея

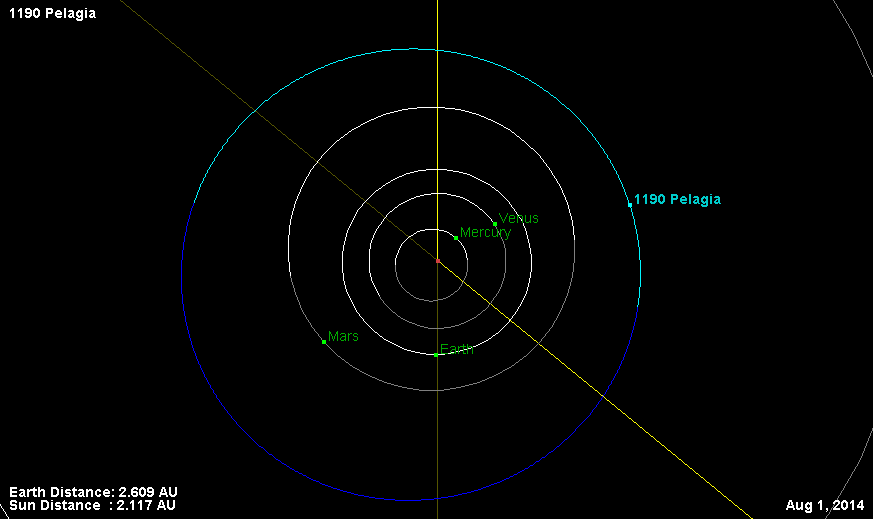
1190 Pelagia

1190 Пелагея (1190 Pelagia) — астероїд головного поясу, відкритий 20 вересня 1930 року.
Тіссеранів параметр щодо Юпітера — 3,493.